# Izvoarele, Galați
Izvoarele este un sat în comuna Slobozia Conachi din județul Galați, Moldova, România. Este situat în partea de sud a județului Galați și se află pe DJ 251 (Galați-Pechea-Tecuci).
La recensământul din 2021, avea o populație de 908 de locuitori, etnia română și religia creștin-ortodoxă fiind în majoritate absolută.

## Istorie

### Antică
La aproximativ 1.500 de metri sud-est de sat se află un tumul funerar cu o vechime și origine neprecizate. În toponimia populară locală este cunoscut drept Movila Gemeni.
Pe parcursul celui de-al Doilea Război Mondial, deasupra tumulului a fost construit un turn de observație militar, provizoriu.

### Modernă
Izvoarele apare ca și cătun în Harta Județului Covurlui din Atlasul Căilor de Comunicație din 1897, sub forma Isvóre, aceasta fiind cea mai timpurie atestare cartografică.
Satul este însă slab documentat înainte de izbucnirea celui de-Al Doilea Război Mondial, apărând cu granițele cadastrale similare cu cele actuale abia în jurul anului 1940. 
Datorită poziției sale strategice în contextul recuceririi Basarabiei, acesta este inclus în Planurile Directoare de Tragere, între 1940 și 1944.
În timpul războiului, pe dealurile de la estul satului a fost elaborat un sistem de tranșee de mici dimensiuni, care nu a fost niciodată de vreun uz militar. Acesta avea un rol defensiv, având o bună vizibilitate asupra estului Câmpiei Covurluiului.